# ジェフユナイテッド市原・千葉リザーブズ
ジェフユナイテッド市原・千葉リザーブズ（ジェフユナイテッドいちはら・ちばリザーブズ、JEF UNITED ICHIHARA CHIBA RESERVES）は、かつて存在した日本のサッカーチーム。日本プロサッカーリーグ（Jリーグ）に加盟するジェフユナイテッド市原・千葉のアマチュアチーム（クラブではない）であった。略称および呼称はジェフリザーブズ。

## 名称
2006年にチーム名を「ジェフユナイテッド市原・千葉アマチュア」から「ジェフユナイテッド市原・千葉クラブ」に変更した際、ジェフ・クラブを正式な略称とした。
ただし、クラブとしての「ジェフユナイテッド市原・千葉」が呼称として「ジェフユナイテッド千葉」、略称として「ジェフ千葉」を採用しているのに合わせて、ジェフユナイテッド市原・千葉クラブ、ジェフ千葉クラブと呼ばれることがあった。
名称に「クラブ」が付いているが、ジェフ・クラブ自体は独立したサッカークラブではない。あくまでも「ジェフユナイテッド市原・千葉」というクラブの1チームである。
2007年、「ジェフユナイテッド市原・千葉リザーブズ」にチーム名を変更。文字通り、トップチームの予備軍としての位置づけとして、トップチームのレギュラーに取って代わる選手を育てるといった意味合いがある。
なおジェフユナイテッド市原・千葉リザーブズとは別に第1種登録のサテライトチームがJサテライトリーグに参加していたが、サテライトの大会が2009年で廃止となったため、事実上ジェフユナイテッド市原・千葉リザーブズがトップチーム直下（第2位）のクラスであった。

## 概要
1995年、前身となる市原スポーツクラブが創設。2000年にジェフユナイテッド市原・千葉に吸収され、同クラブの下部組織のチームとして正式に発足したのは2003年である。
アマチュアチームは日本では馴染みの薄い存在であるが、概ねクラブの中でトップチームのサテライトとユースチームの中間に当たる存在である。ドイツ・ブンデスリーガの3部リーグに当たるレギオナルリーガのアマチュアチーム、リーガ・エスパニョーラのセグンダ・ディビシオン以下のBチームと同じであると考えて相違ない。このうちジェフユナイテッド市原・千葉リザーブズはドイツのアマチュアチームを参考に設立されている。こうしたアマチュアチームは日本では愛媛FCの下部組織である愛媛FCしまなみ（2011年活動終了、現:FC今治）、ファジアーノ岡山の下部組織であるファジアーノ岡山ネクスト（2016年活動終了）、FC岐阜の下部組織であるFC岐阜SECONDが存在している。
似たような性格のチームとしてアルビレックス新潟とJAPANサッカーカレッジ（JSC）がある。ただし、アルビレックス新潟とJSCの関係はシステムとしてはほぼ同一であるが、JSCが学校法人となっている点で少し特異である。
また、同じく「アマチュア」を名乗っているものの、浦和レッドダイヤモンズ・アマチュアは浦和レッドダイヤモンズの下部組織として機能していない点で大きく性格が異なる。
ジェフユナイテッド市原・千葉リザーブズが一般のアマチュアクラブとして異なった点として、
1. 選手はプロサッカークラブであるジェフと契約している事。
2. トップチームの練習試合やJサテライトリーグの試合に出場出来る事。
3. ジェフの下部組織として運営されるようになってから、Jリーグに所属するトップチームの選手との入れ替えに、一般的な「移籍」という手続きを必要としなくなった事。

などが挙げられる。実際、アマチュアの選手がサテライトリーグに出場することはジェフでは珍しくなく、中にはトップチームに登録された選手もいた（その逆に、トップチームの選手がアマチュアに落ちる場合もあった）。
ジェフのようなシステムの採用は、将来のJリーガーを目指そうとする若手選手、また、大器晩成型の選手の才能発掘に大きな期待が持てるとして注目を集めていた。
「移籍」の実態として、トップチームとアマチュアチーム間の移動は、手続き上「移籍」という建前を用いている。ただし、チーム間に移籍金は発生しない等、一般的に用いられる「移籍」という概念からは大きく逸脱している。「移籍」という言葉よりも、「移動」「出向」というイメージで考えた方が分かり易い。ただし2010年より移籍ルールが変更となり、「移籍」は春と夏の2回のみとなり2009年以前のように頻繁に行っていたトップとリザーブ間の移動はできなくなった。これを契機に2010年よりジェフユナイテッド市原・千葉リザーブズは純粋なアマチュアチームとなった。
2011年、チームの経営難によって同シーズン限りで活動を終了した。クラブによると、新たなスポンサーによるチームの存続を検討していたが、実現できなかったとしている。また、トップチームとの移籍に制約が多いことも理由に挙げている。

## 歴史
- 1995年3月：前身となる市原スポーツクラブが発足、千葉県社会人サッカーリーグ3部に加盟。ジェフからコーチングや運営面での派遣・支援を取り付けて活動していた[3]。
- 2000年：ジェフの育成普及部所属となり、Jリーグクラブの下部組織としては初めての第1種（社会人・大学生）登録のアマチュアチームとなった。
- 2001年：ジェフユナイテッド市原アマチュアに改称し、下部組織チームとして組み込まれる。
- 2002年：千葉県リーグ1部優勝。翌年の関東サッカーリーグ2部発足に伴い、同リーグに昇格。
- 2004年
  - 千葉県サッカー選手権大会を制し、第84回天皇杯全日本サッカー選手権大会に初出場。
  - 第40回全国社会人サッカー選手権大会に初出場。
  - 関東リーグ2部優勝、1部昇格。

- 2005年：ジェフユナイテッド市原・千葉アマチュアに改称。
  - 関東リーグ1部2位で、第29回全国地域リーグ決勝大会に進出。同大会決勝ラウンドで2勝1敗の2位となり、Jリーグクラブのアマチュアチームとしては初となるJFL入りを果たす。
- 2006年：ジェフユナイテッド市原・千葉クラブに改称。略称を「ジェフ・クラブ」と定める。
  - 第86回天皇杯出場。
- 2007年：ジェフユナイテッド市原・千葉リザーブズに改称。略称を「ジェフリザーブズ」とする。
- 2008年：第88回天皇杯出場。
- 2009年：JFLで前期4位と躍進し、第89回天皇杯にJFLシードとして出場。
- 2010年：移籍制度の変更によりトップチームからの選手補強がなく、当初から選手層が薄かったこともあり成績が低迷。16位に終わり、本来であれば地域リーグ決勝大会3位との入替戦にまわる予定であったが、ガイナーレ鳥取のJリーグ参入に伴い残留。
- 2011年
  - 9月12日、同年限りでの活動終了・JFL退会を発表[2][4]。
  - ホーム最終戦となった12月4日のHonda FC戦には市原臨海競技場に728人のサポーターが駆けつけ、6年間キャプテンとしてリザーブズを支えた安川洋介はその試合でゴールを決めると、試合後のセレモニーで「ここでプレーした選手たちは、このジェフリザーブズというチームに誇りをもって、一年一年プレーしてきました」と語った[5]。

## 戦績
| 年度 | カテゴリ  | 順位 | 勝点 | 試合 | 勝利 | 引分 | 敗戦 | 得点 | 失点 | 得失 | 備考                               |
| 2002 | 千葉県1部 | 優勝 | 24   | 9    | 8    | 0    | 1    | 31   | 8    | +23  | 関東リーグ2部制導入に伴い自動昇格  |
| 2003 | 関東2部   | 3位  | 28   | 14   | 9    | 1    | 4    | 47   | 27   | +20  | 天皇杯県予選敗退                   |
| 2004 | 関東2部   | 優勝 | 36   | 14   | 12   | 0    | 2    | 61   | 17   | +44  | 天皇杯2回戦敗退                    |
| 2005 | 関東1部   | 2位  | 28   | 14   | 9    | 1    | 4    | 41   | 16   | +25  | 全国地域リーグ決勝大会2位・JFL昇格 |
| 2006 | JFL       | 12位 | 35   | 34   | 11   | 2    | 21   | 52   | 68   | -16  | 天皇杯1回戦敗退                    |
| 2007 | JFL       | 9位  | 52   | 34   | 14   | 10   | 10   | 50   | 45   | +5   | 天皇杯県予選敗退                   |
| 2008 | JFL       | 15位 | 30   | 34   | 8    | 6    | 20   | 31   | 53   | -22  | 天皇杯2回戦敗退                    |
| 2009 | JFL       | 12位 | 41   | 34   | 9    | 14   | 11   | 26   | 37   | -11  | 天皇杯2回戦敗退                    |
| 2010 | JFL       | 16位 | 30   | 34   | 7    | 9    | 18   | 31   | 55   | -24  | 天皇杯県予選敗退                   |
| 2011 | JFL       | 17位 | 19   | 33   | 4    | 7    | 22   | 27   | 63   | -36  | 天皇杯県予選敗退                   |

## タイトル

### リーグ戦
- 関東サッカーリーグ2部：1回
  - 2004年
- 関東サッカーリーグ1部
  - 準優勝：1回（2005年）

### カップ戦
- 千葉県サッカー選手権大会
  - 優勝：3回（2004年、2006年、2008年）
  - 準優勝：4回（2003年、2005年、2007年、2010年）
- 全国地域リーグ決勝大会
  - 準優勝：1回（2005年）

## ユニフォーム
サプライヤーはトップチームと同じくkappa。カラーリングも同様。

## 試合会場
- トップチームがかつて主本拠としていた市原緑地運動公園臨海競技場を主会場として、成田市、東金市、習志野市など、房総半島地域を中心に行っている。フクダ電子アリーナでも2006年、2010年、2011年にそれぞれ1試合ずつ主催した。